# Кенмар (Пенсільванія)
Кенмар (англ. Kenmar) — переписна місцевість (CDP) в США, в окрузі Лайкомінг штату Пенсільванія. Населення — 4241 особа (2020).

## Географія
Кенмар розташований за координатами 41°15′16″ пн. ш. 76°57′18″ зх. д. / 41.25444° пн. ш. 76.95500° зх. д. (41.254525, -76.954959).  За даними Бюро перепису населення США в 2010 році переписна місцевість мала площу 5,33 км², з яких 5,31 км² — суходіл та 0,02 км² — водойми.

## Демографія
Згідно з переписом 2010 року, у переписній місцевості мешкали 4124 особи в 1925 домогосподарствах у складі 1117 родин. Густота населення становила 774 особи/км².  Було 2008 помешкань (377/км²).
Расовий склад населення:
| - 90,4 % — білих - 5,1 % — чорних або афроамериканців - 1,3 % — азіатів - 0,1 % — вихідців з тихоокеанських островів - 0,1 % — корінних американців |

До двох чи більше рас належало 2,5 %. Частка іспаномовних становила 1,8 % від усіх жителів.
За віковим діапазоном населення розподілялося таким чином: 20,0 % — особи молодші 18 років, 51,4 % — особи у віці 18—64 років, 28,6 % — особи у віці 65 років та старші. Медіана віку мешканця становила 49,0 року. На 100 осіб жіночої статі у переписній місцевості припадало 74,5 чоловіків;  на 100 жінок у віці від 18 років та старших — 69,6 чоловіків також старших 18 років.
Середній дохід на одне домашнє господарство  становив 57 599 доларів США (медіана — 33 514), а середній дохід на одну сім'ю — 69 415 доларів (медіана — 38 021). Медіана доходів становила 62 194 долари для чоловіків та 33 102 долари для жінок. За межею бідності перебувало 27,5 % осіб, у тому числі 45,8 % дітей у віці до 18 років та 7,4 % осіб у віці 65 років та старших.
Цивільне працевлаштоване населення становило 1623 особи. Основні галузі зайнятості: освіта, охорона здоров'я та соціальна допомога — 32,8 %, роздрібна торгівля — 11,9 %, публічна адміністрація — 7,4 %, мистецтво, розваги та відпочинок — 6,5 %.